# Zartes Thujamoos
Das Zarte Thujamoos (Thuidium delicatulum) ist ein diözisches Moos  aus der Gattung der  Thujamoose, die wegen ihrer auffälligen Ähnlichkeit zu den Lebensbäumen (Thuja) ihren  Namen erhalten haben. Es ähnelt dem Etagenmoos (Hylocomium splendens), besitzt jedoch keine stockwerkartig übereinander stehenden Jahrestriebe. Das Moos bildet kleinere Decken, die matt erscheinen. Es wächst sowohl in Wäldern als auch in lückigem Magerrasen.

## Merkmale

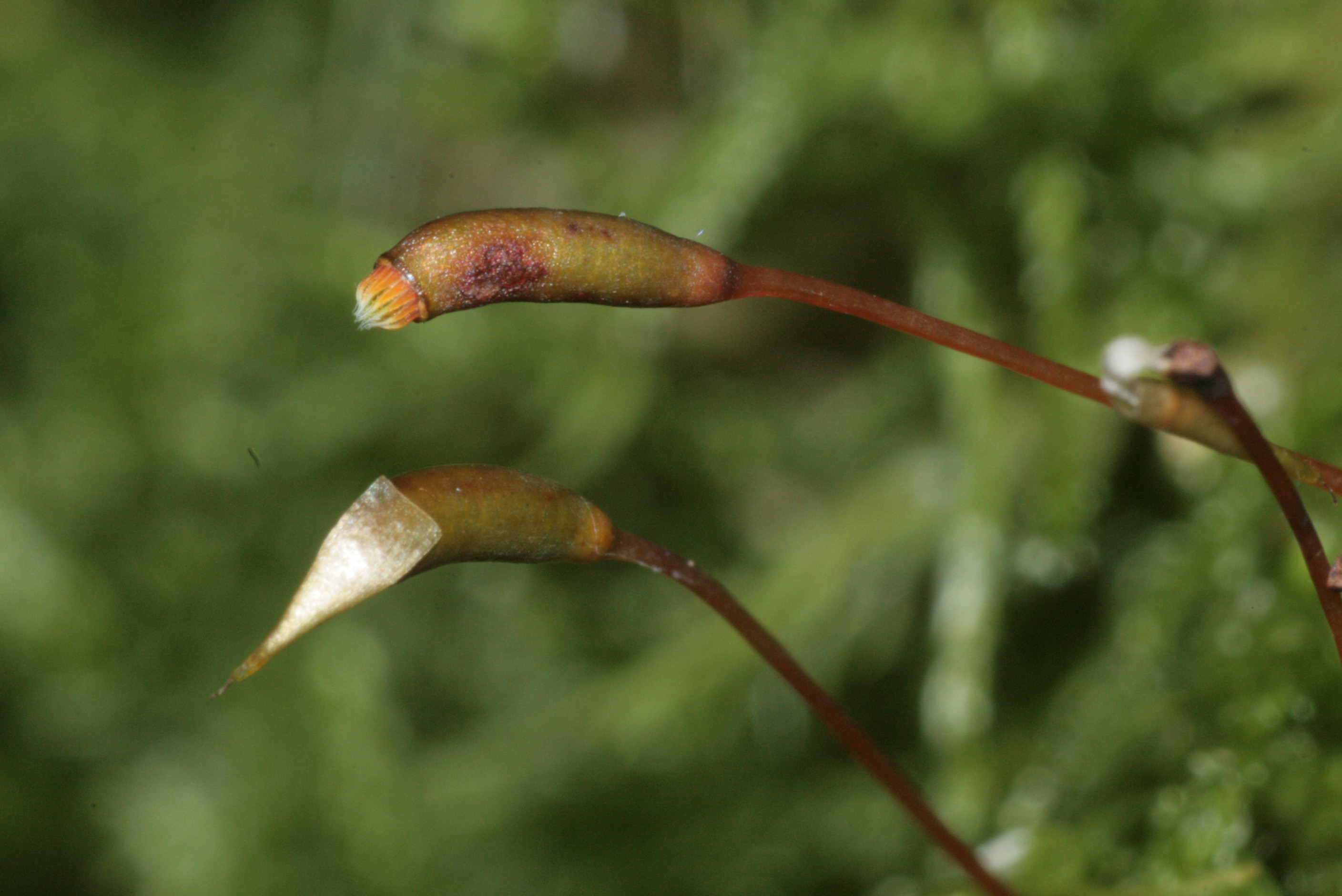
Zartes Thujamoos – Seten mit Kapsel

Die Stämmchen sind zweifach gefiedert und werden bis  etwa 8 cm lang. Auffällig sind die unterschiedlich  ausgeprägten Blätter an Stämmchen und an den Ästen. Die ca. 0,5 cm großen Stämmchenblätter  haben einen breiten herzförmigen Grund und sind kurz gespitzt.  Ihre Spitze besteht aus 1–2 Zellen. Die Rippe der Stämmchenblätter endet vor der Spitze. Die kleineren Astblätter sind gezähnt, ihre  Endzelle ist 2- bis 4-spitzig. Wie bei den anderen Arten der Gattung befindet sich beim Zarten Thujamoos auf jeder Blattzelle eine einzelne Papille, wodurch die Blätter eher matt erscheinen.
Zwischen den Stammblättern befinden sich zahlreiche Paraphyllien. Jede Zelle der Paraphyllien hat in der Mitte eine Papille.
Die glatten, roten Seten sind 2–2,5 cm lang. Die Kapsel ist zylindrisch und gekrümmt, der Deckel schief geschnäbelt. Die Sporenreife findet im Herbst bis zum Winter statt. Die Sporen haben einen Durchmesser von  14–18 µm. Das Zarte Thujamoos fruchtet aber nur selten.

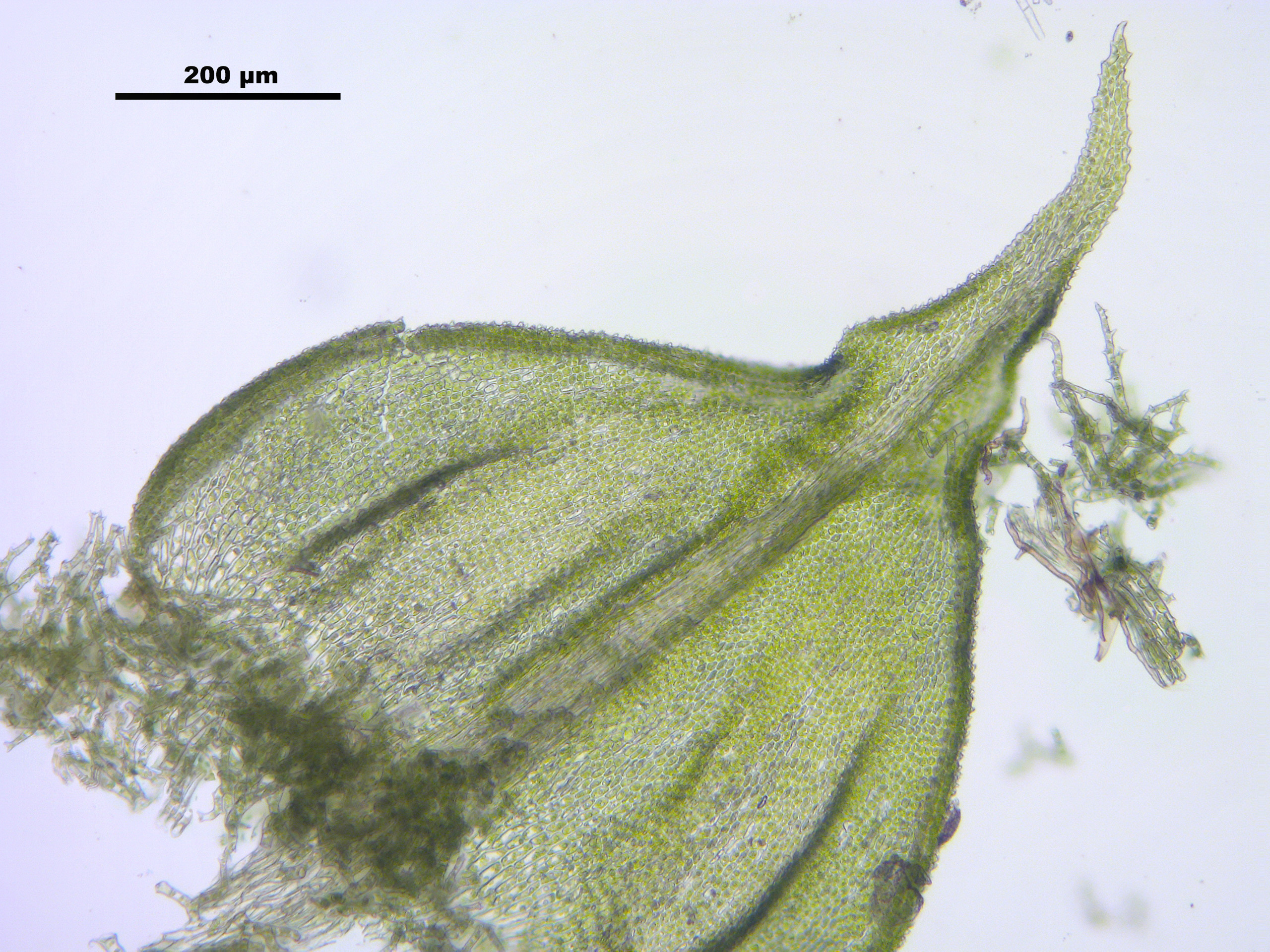
Stämmchenblatt
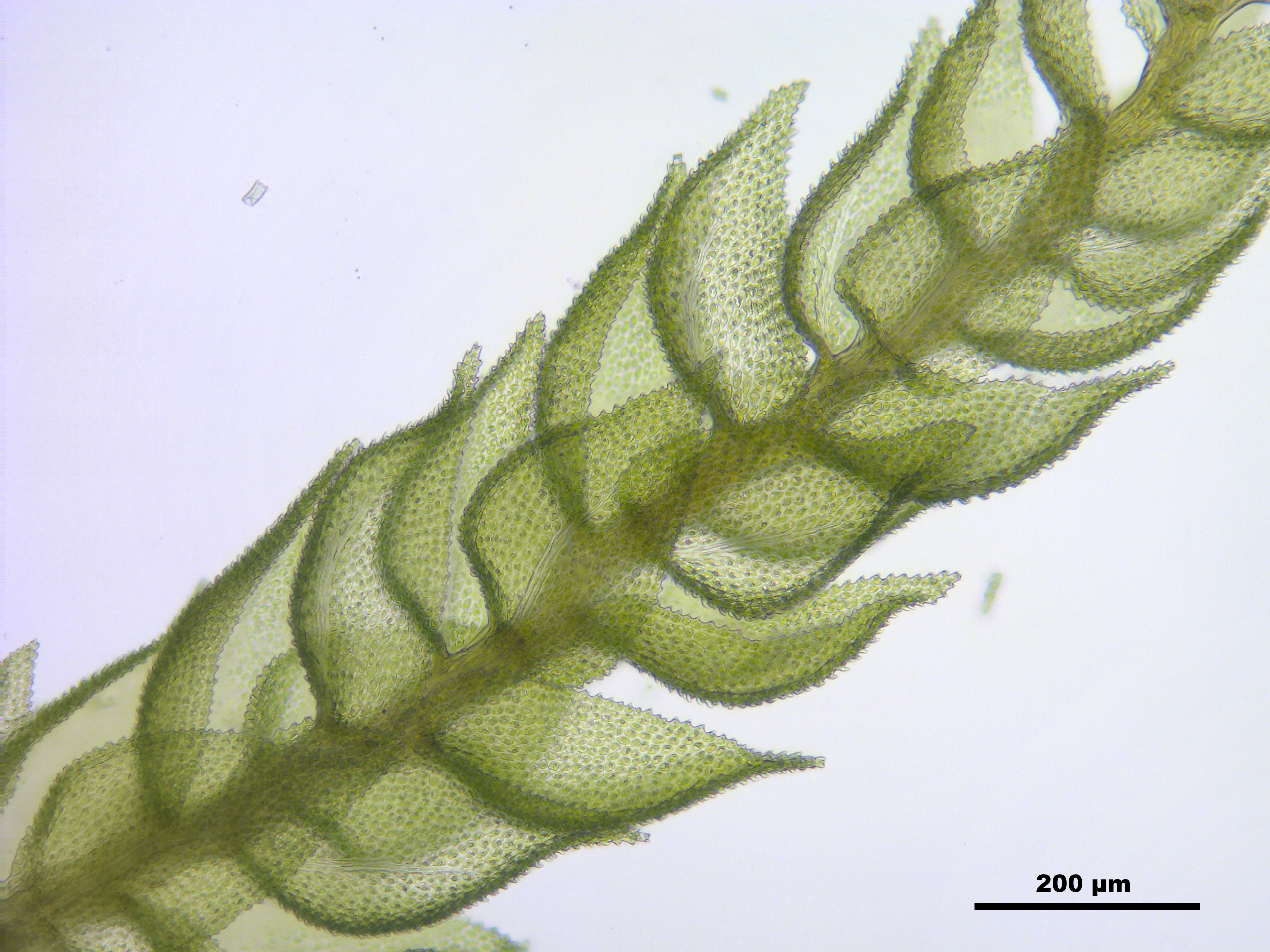
Astblätter
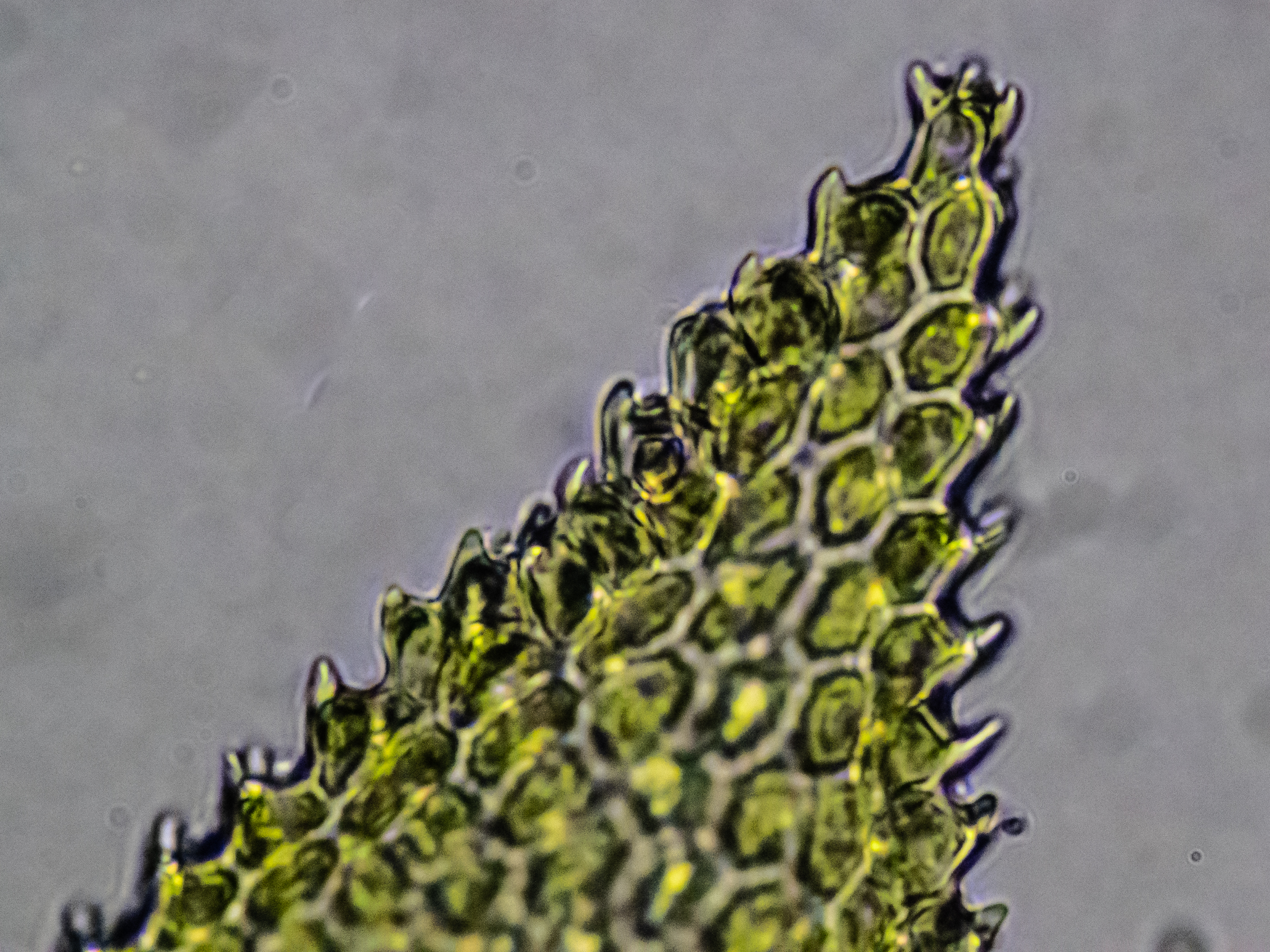
Thuidium delicatulum – Astblattspitze 3-spitzig
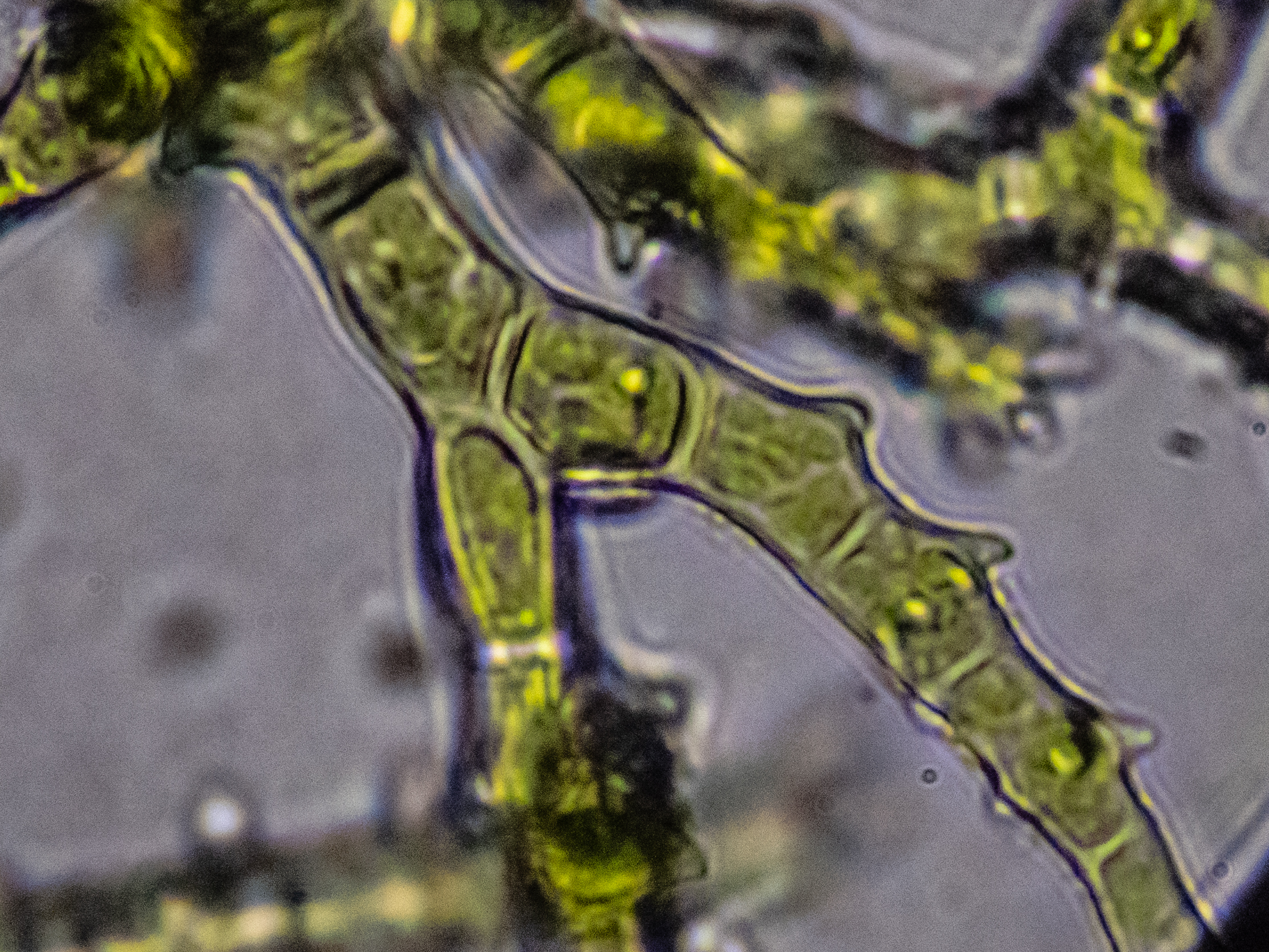
Thuidium delicatulum – Paraphyllien

## Verbreitung und Ökologie
Das Zarte Thujamoos ist fast kosmopolitisch verbreitet: Es findet sich in Europa vom Norden bis zum Süden. Lediglich im Norddeutschen Flachland ist es seltener. In Europa wächst es vornehmlich von der Ebene bis in Mittelgebirgslagen. Ferner wurde es in Amerika sowie in Asien nachgewiesen.
Das Zarte Thujamoos bevorzugt humose kalkhaltige Böden und kommt sowohl an Böschungen von Waldwegen vor als auch in lückigem Rasen.